# Фредеруна
Фредеруна (Фрерона; фр. Frédérune, Frérone; бл. 887 — 10 лютого 917) — королева Західно-Франкського королівства в 907—917 роках, дружина короля Західно-Франкського королівства Карла III Простакуватого.

## Походження
Точне походження Фредеруни в прижиттєвих джерелах не згадується. Згідно з актом, датованим 8 серпня 917 року, братом Фредеруни був єпископ Шалона Бово II. Проте походження Бово також не встановлено.
Маккітерік вважав, що Фредеруна була родом з Лотарингії. Однак Крістіан Сеттіпані висунув гіпотезу, згідно з якою Фредеруна була родичкою Матильди Вестфальської, другої дружини короля Німеччини Генріха і Птахолова. Він вважав, що Рейнгільда, мати королеви Матільди, могла бути сестрою Фредеруни. Зустрічається ще гіпотеза, за якою Фредеруну ідентифікують з сестрою Матильди, однак за іншими відомостями Фредеруна, сестра Матильди, була дружиною графа Віхмана Старшого і померла у 971 році.

## Біографія
Вперше в джерелах Фредеруна з'являється в 907 році, коли вона вийшла заміж за короля Західно-Франкського королівства Карла III Простакуватого. Фредеруна була релігійною і благочестивою. У шлюбі народилися лише шестеро дочок, тоді як Карлу потрібен був спадкоємець. Король надав їй в особисте користування палац у Аттіньї. Існує гіпотеза, що Карл, зневірившись отримати спадкоємця, кинув Фредеруну. Вона померла досить рано, в 917 році, в Лотарингії і була похована в Реймсі в базиліці Святого Ремігія. Через два роки після її смерті Карл одружився вдруге — з англосаксонською принцесою Огівою Вессекською.

## Шлюб і діти
- Чоловік: (з 16 квітня 907 року) Карл III Простакуватий (17 вересня 879 — 7 жовтня 929), король Західно-Франкського королівства в 893 — 922 роках, молодший син Людовіка II Заїки та Аделаїди, дочки графа Паризького Адаларда.
- Діти:
  - Ірментруда (908 — 26 березня після 949); чоловік: Готфрід (бл. 905/910 — 26 березня після 949), граф в Юліхгау, пфальцграфі Лотарингії
  - Гізела (908 — ?); чоловік: (з 912 року) Роллон, перший герцог Нормандії
  - Фредеруна (бл. 910 — ?)
  - Ротруда (910 — ?)
  - Аделаїда (911 — ?)
  - Гільдегарда (914 — ?)